# Teorema de Haag–Łopuszański–Sohnius
En física teórica, el teorema de Haag-Łopuszański-Sohnius demuestra que las posibles simetrías de una teoría cuántica de campos consistente formulada sobre un espacio-tiempo cuatridimensional, no sólo consisten en simetrías internas y simetría de Poincaré, sino que también pueden incluir la supersimetría con cargas centrales (CCs) como una extensión no trivial del álgebra de Poincaré. La supersimetría sin CCs fue descubierta en 1971 por Yuri Golfand y E. P. Likhtman que generalizaron el teorema de Coleman-Mandula.
Uno de los resultados importantes es que la parte fermiónica de la superálgebra de Lie tiene que tener espín-1/2 (se descarta el espín 3/2 o superior).

## Historia
Antes del teorema de Haag-Łopuszański-Sohnius, el teorema de Coleman-Mandula era el más fuerte de una serie de teoremas de imposibilidad, que afirmaba que el grupo de simetría de una teoría cuántica de campos cuatridimenisonal es el producto directo del grupo de simetría interna y del grupo de Poincaré.
En 1971 Yuri Golfand y E. P. Likhtman publicaron el primer artículo sobre supersimetría cuatridimensional que presentaba (en notación moderna) la superálgebra N=1 y la super-QED N=1 con materia cargada y un término de masa para el campo fotónico. Demostraron que las supercargas conservadas pueden existir en cuatro dimensiones permitiendo generadores de simetría conmutantes y anticomutantes, proporcionando así una extensión no trivial del álgebra de Poincaré, a saber, el álgebra de supersimetría. En 1975, Rudolf Haag, Jan Łopuszański, y Martin Sohnius generalizaron aún más las superálgebras analizando supersimetrías extendidas (por ejemplo, N=2) e introduciendo cargas centrales adicionales.

## Importancia
Lo más fundamental de este resultado (y, por tanto, de la supersimetría), es que puede haber una interacción de la simetría del espacio-tiempo con la simetría interna (en el sentido de "mezcla de partículas"): los generadores de supersimetría transforman las partículas bosón en fermión y viceversa, pero el anticomutador de dos de estas transformaciones da lugar a una traslación en el espacio-tiempo. Precisamente tal interacción parecía excluida por el teorema de Coleman-Mandula, que afirmaba que las simetrías internas (bosónicas) no pueden interactuar de forma no trivial con la simetría del espaciotiempo.
Este teorema fue también una importante justificación del previamente encontrado modelo de Wess-Zumino, una teoría cuántica de campos con interacción en cuatro dimensiones y con supersimetría, que conduce a una teoría renormalizable.

## Limitaciones
El teorema sólo se ocupa de las "simetrías visibles, es decir, de las simetrías de la matriz S" y, por tanto, sigue siendo posible que "las ecuaciones fundamentales tengan una simetría superior". Expresado de otra manera, esto significa que el teorema no restringe la simetría rota, sino sólo las simetrías no rotas.